# Kärradal
Kärradal är en bebyggelse i Torpa socken i Varbergs kommun. Orten klassades före 2015 som en småort och är sedan 2015 en del av tätorten Tångaberg. Kärradal, ofta kallat Kärra, ligger i norra delen av Tångaberg vid den tidigare Europavägen (gamla E6).
Den urgamla och slingriga kustvägen till Göteborg utgör det lilla samhällets huvudgata och ingår även i Hallands cykelväg Ginstleden.
Här finns en stor badvik med sandstrand och campingplats. Ett vandrarhem öppnades 2005. Fridas restaurang vid havet bjuder varje sommar på visfestival och annan underhållning. 
Ett fint café finns vid kärravägen. 